# Capu Câmpului
Capu Câmpului è un comune della Romania di 2 447 abitanti, ubicato nel distretto di Suceava, nella regione storica della Bucovina. 
Capu Câmpului è divenuto comune autonomo nel 2004, staccandosi dal comune di Valea Moldovei.